# Jack Copeland

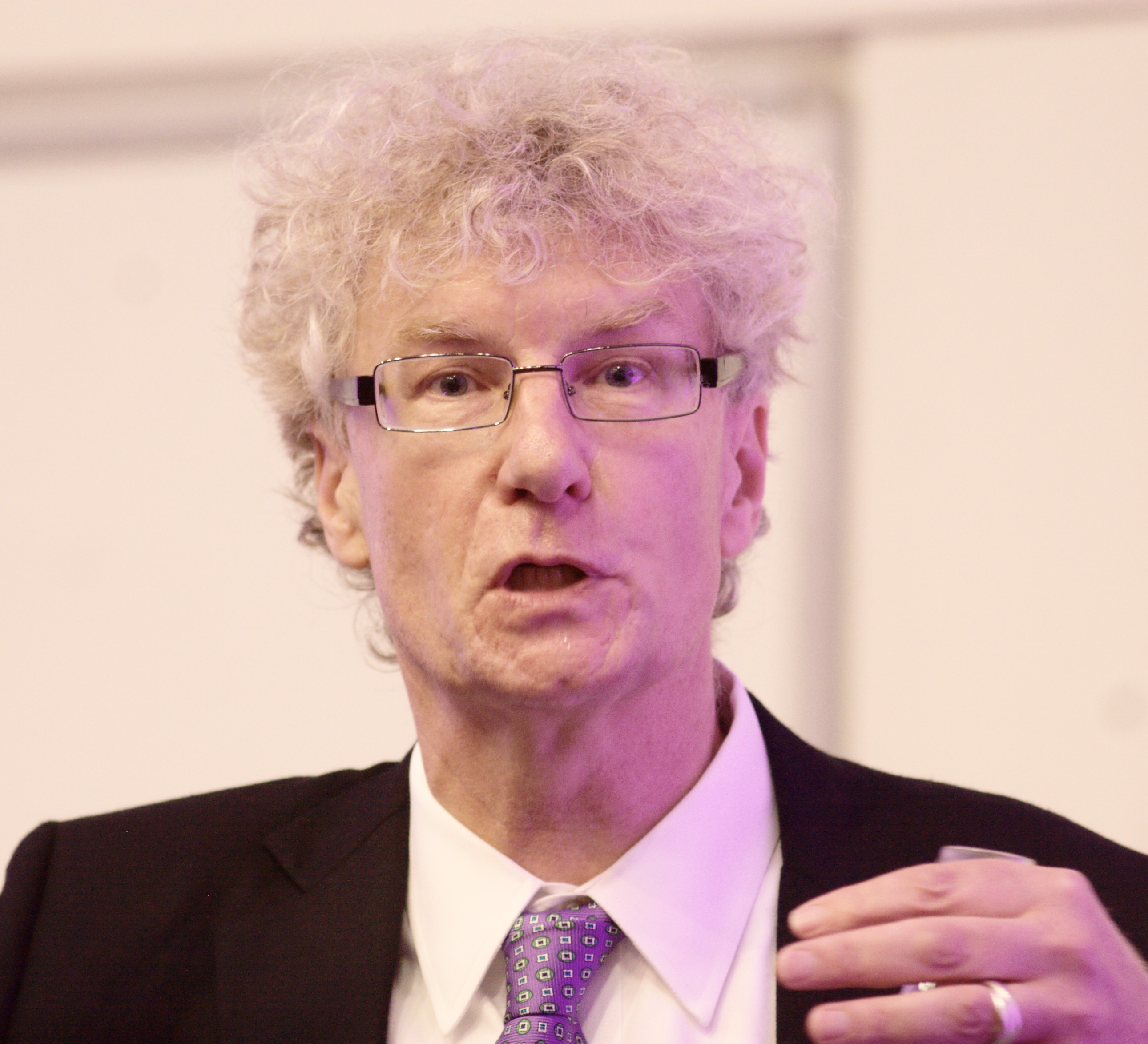
Jack Copeland auf der Alan Turing Centenary Conference 2012

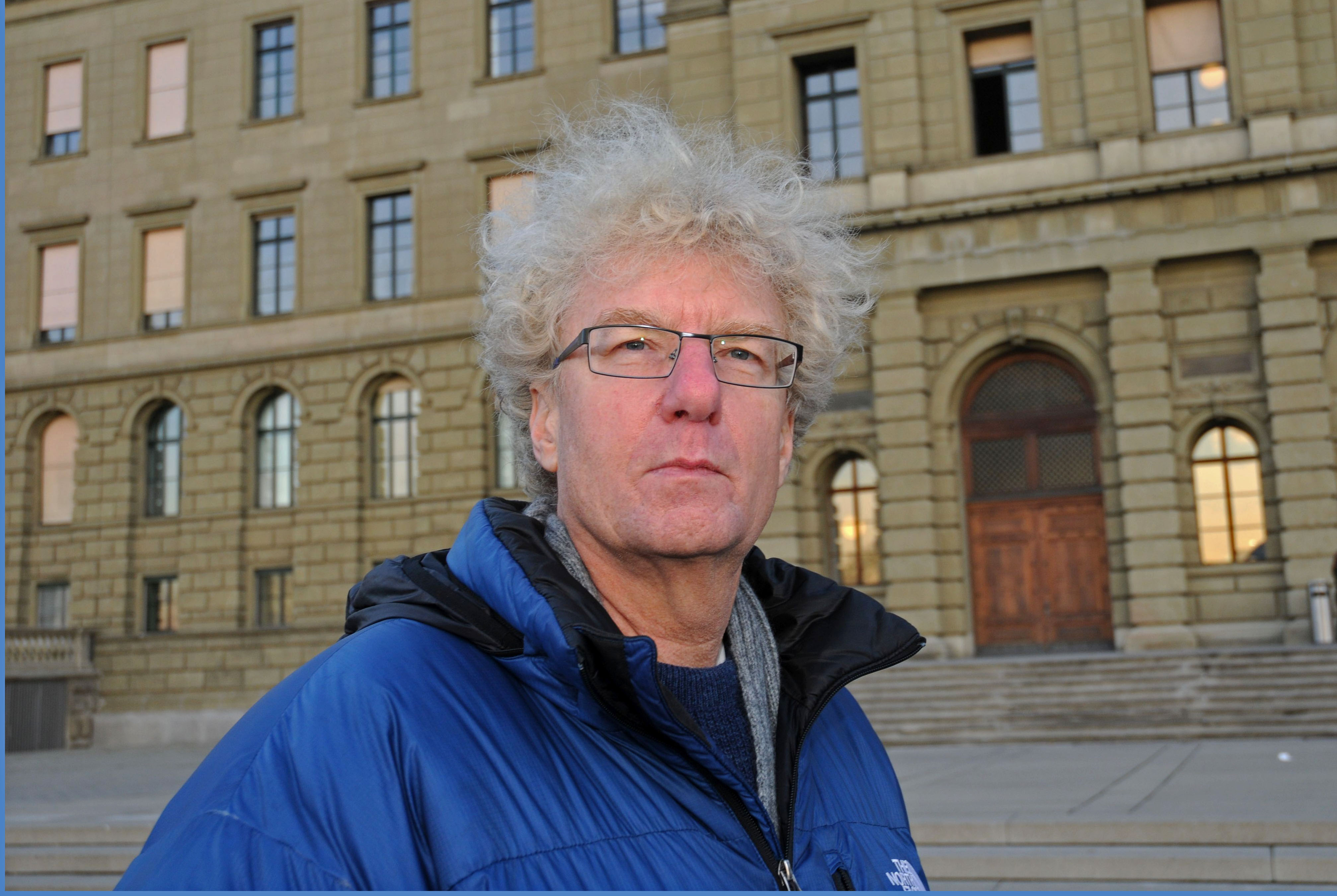
Jack Copeland vor der ETH Zürich (2013)

Brian Jack Copeland (* 1950) ist ein britisch-neuseeländischer Professor für Philosophie an der University of Canterbury in der neuseeländischen Stadt Christchurch.
Er leitet dort die Fakultät für Philosophie und religiöse Studien (Head of School of Philosophy and Religious Studies), an der er seit 1985 lehrt. Darüber hinaus ist er der Direktor des Turing-Archivs für Computer-Geschichte (The Turing Archive for the History of Computing), das nach dem englischen Computerpionier Alan Turing benannt wurde, und das ein umfangreiches Online-Archiv allgemein zur Entwicklung des Computers und speziell zu den bahnbrechenden Arbeiten Turings bereitstellt. Copeland selbst ist Autor einiger Bücher über Alan Turing.
Jack Copeland erwarb den Grad eines Bachelors (BPhil) und im Jahr 1979 den Doktor-Titel der Philosophie (DPhil) an der britischen Universität Oxford mit Arbeiten über Modallogik und nichtklassische Logik. Er hat mehrere Bücher verfasst und mehr als einhundert wissenschaftliche Artikel auf den Gebieten der Philosophie und der Computer-Geschichte veröffentlicht sowie eine Kurzbiographie des Logikers und Philosophen Arthur Norman Prior.
2012 entstand die Idee für ein Zentrum die freie Grundlagenforschung, als sich Jack Copeland und Giovanni Sommaruga, Dozent für Philosophie der formalen Wissenschaften an der ETH Zürich, auf einer internationalen Konferenz begegneten. Die Idee wurde umgesetzt und 2015 konnte die ETH Zürich das Turing Centre Zurich eröffnen.
Im Jahr 2017 erhielt Jack Copeland den Barwise-Preis.

## Schriften
- Artificial Intelligence - A Philosophical Introduction. Blackwell, 1993. ISBN 0-631-18385-X
- Logic and Reality Essays on the Legacy of Arthur Prior. Oxford University Press, 1996. ISBN 0-19-824060-0
- Enigma. Publikation. Abgerufen: 17. April 2008. PDF; 0,8 MB
- The Essential Turing. Oxford University Press, 2004. ISBN 0-19-825080-0
- Alan Turing’s Automatic Computing Engine - The Master Codebreaker's Struggle to Build the Modern Computer Oxford University Press, 2005. ISBN 0-19-856593-3
- Colossus - The Secrets of Bletchley Park's Codebreaking Computers. Oxford University Press 2006. ISBN 0-19-284055-X